# Косогов, Яков Михайлович
Я́ков Миха́йлович Косого́в (23 февраля 1924, Черняково, Орловская губерния — 22 октября 2009, Кривой Рог, Днепропетровская область) — советский шахтёр, бурильщик шахты имени Валявко рудоуправления имени Ильича треста «Дзержинскруда» Министерства чёрной металлургии УССР. Герой Социалистического Труда (1958).

## Биография
Родился 23 февраля 1924 года в деревне Черняково Дмитровского уезда Орловской губрении (ныне часть города Железногорска Курской области). Русский.
В 1939 году окончил семь классов сельской школы и начал работать в колхозе «Новая жизнь». В 1941 году окончил курсы трактористов, работал в колхозе по специальности.
В 1941—1943 годах проживал на оккупированной немецкими войсками территории. С декабря 1942 года — партизан 1-й Курской партизанской бригады. В марте 1943 года, после освобождения территории, на которой действовала бригада, партизаны были переведены в регулярные войска. Яков Косогов стал пулемётчиком 2-го мотострелкового батальона 26-й мотострелковой бригады, потом — командиром отделения пулемётной роты 63-го гвардейского стрелкового полка 23-й гвардейской стрелковой дивизии. Прошёл боевой путь от Курской дуги до Одера, участвовал в форсировании Днепра, дважды ранен.
До 1947 года служил в районе города Магдебург в Германии. После демобилизации в вернулся работать в родную деревню.
В 1951 году переехал в Кривой Рог, где устроился работать бурильщиком на шахту имени Валявко рудоуправления имени Ильича, овладел горняцкой профессией. В 1955 году признан лучшим бурильщиком в чёрной металлургии СССР. Окончил Криворожский горнорудный техникум.
19 июля 1958 года, указом Президиума Верховного Совета СССР, за выдающиеся успехи, достигнутые в деле развития чёрной металлургии, Косогову Якову Михайловичу присвоено звание Героя Социалистического Труда с вручением золотой медали «Серп и Молот» и ордена Ленина.
Работал на шахте имени Валявко до 1960 года, в этом же году избран председателем профкома шахты. В 1968—1984 годах — диспетчер рудоуправления имени Ильича. С 1984 года, после выхода на пенсию, работал начальником базы отдыха рудника.
Яков Михайлович был депутатом Верховного Совета УССР V созыва (1959), делегатом XX съезда КП Украины, VIII съезда профсоюза работников металлургической промышленности СССР. Новатор производства, инициатор трудовых починов, производственные планы выполнял на 230—240 %.
Умер 22 октября 2009 года в Кривом Роге, где и похоронен на Всебратском кладбище.

## Награды
- дважды медаль «За отвагу» (16.08.1943, 28.09.1945)[1][2];
- Медаль «За победу над Германией в Великой Отечественной войне 1941—1945 гг.» (04.04.1946)[3];
- Медаль «Серп и Молот» (19.07.1958);
- Орден Ленина (19.07.1958);
- Орден Отечественной войны 1-й степени (06.04.1985)[4];
- орден «За мужество» 3-й степени;
- медали.

## Память
- Имя на Стеле Героев в Кривом Роге.